# Mistrovství Evropy v plavání na otevřené vodě 2011
XIII. mistrovství Evropy v plavání na otevřené vodě za rok 2011 proběhlo v Ejlatu, Izrael ve dnech 7. až 11. září 2011.

## Česká stopa
Česko reprezentovalo 6 závodníků. Vedoucí výpravy Josef Nalezený, trenéři reprezentace Zdeněk Tobiáš, Radek Táborský, a Michal Štěrba.
V závodě na 5 km žen startovalo 21 závodnic – Jana Pechanová (* 1981) z KPSP Kometa Brno obsadila 2. místo a získala stříbrnou medaili a Barbora Picková (* 1992) z Jihlavského PK obsadila 17. místo. V plaveckém maratonu na 10 km žen startovalo 25 závodnic – Jana Pechanová (* 1981) z KPSP Kometa Brno obsadila 8. místo a Barbora Picková (* 1992) z Jihlavského PK 17. místo. V závodě na 25 km žen startovalo 13 závodnic – Jana Pechanová (* 1981) z KPSP Kometa Brno obsadila 3. místo a získala bronzovou medaili a Silvie Rybářová (* 1985) z KPSP Kometa Brno obsadila 8. místo.
V závodě na 5 km mužů startovalo 28 závodníků – Karel Baloun (* 1990) z TJ KIN České Budějovice obsadil 17. místo, Rostislav Vítek (* 1976) z KPSP Kometa Brno 23. místo a Jan Pošmourný (* 1988) z KPSP Kometa Brno 24. místo. V plaveckém maratonu na 10 km startovalo 31 závodníků – Jan Pošmourný (* 1988) z KPSP Kometa Brno obsadil 15. místo, Rostislav Vítek (* 1976) z KPSP Kometa Brno 21. místo a Karel Baloun (* 1990) z TJ KIN České Budějovice 27. místo. V závodě na 25 km mužů startovalo 20 závodníků – Rostislav Vítek (* 1976) z KPSP Kometa Brno obsadil 7. místo a Jan Pošmourný (* 1988) z KPSP Kometa Brno 14. místo.

## Výsledky

### Individuální disciplíny
| Muži                      | Zlato                     | Zlato     | Stříbro                      | Stříbro   | Bronz                      | Bronz     |
| ------------------------- | ------------------------- | --------- | ---------------------------- | --------- | -------------------------- | --------- |
| 5 km                      | Simone Ercoli (ITA)       | 53:34,9   | Jan Wolfgarten (GER)         | 53:39,0   | Michail Dmitrijev (ISR)    | 54:03,5   |
| plavecký maraton na 10 km | Thomas Lurz (GER)         | 1:53:18,2 | Vladimir Ďatčin (RUS)        | 1:53:20,0 | Ihor Snitko (UKR)          | 1:53:21,5 |
| 25 km                     | Brian Ryckeman (BEL)      | 5:05:02,2 | Petar Stojčev (BUL)          | 5:05:06,6 | Joanes Hedel (FRA)         | 5:05:18,3 |
| Ženy                      | Zlato                     | Zlato     | Stříbro                      | Stříbro   | Bronz                      | Bronz     |
| 5 km                      | Rachele Bruniová (ITA)    | 55:51,0   | Jana Pechanová (CZE)         | 57:06,0   | Coralie Codevelleová (FRA) | 57:16,7   |
| plavecký maraton na 10 km | Martina Grimaldiová (ITA) | 2:00:18,6 | Rachele Bruniová (ITA)       | 2:00:19,2 | Nadine Reichertová (GER)   | 2:00:20,0 |
| 25 km                     | Alice Francoová (ITA)     | 5:26:23,6 | Margarita Domínguezová (ESP) | 5:26:42,7 | Jana Pechanová (CZE)       | 5:26:44,2 |

### Štafety
| Mix                  | Zlato                                                         | Zlato   | Stříbro                                                         | Stříbro | Bronz                                                                        | Bronz   |
| -------------------- | ------------------------------------------------------------- | ------- | --------------------------------------------------------------- | ------- | ---------------------------------------------------------------------------- | ------- |
| 5 km smíšená štafeta | Itálie (ITA) (Rachele Bruniová, Simone Ercoli, Luca Ferretti) | 56:12,4 | Německo (GER) (Svenja Zihslerová, Hendrik Rijkens, Rob Muffels) | 57:15,2 | Francie (FRA) (Coralie Codevelleová, Sébastien Fraysse, Damien Cattin-Vidal) | 57:41,1 |

## Medailová bilance
V plavání na otevřené vodě se rozdělilo celkem 7 sad medailí.
| Pořadí | Stát            |       | Muži    | Muži  | Muži  |         | Ženy  | Ženy  | Ženy    |       | Mix   | Mix     | Mix   |  | Muži + Ženy + Mix | Muži + Ženy + Mix | Muži + Ženy + Mix | Celkem |
| Pořadí | Stát            | Zlato | Stříbro | Bronz | Zlato | Stříbro | Bronz | Zlato | Stříbro | Bronz | Zlato | Stříbro | Bronz |  |                   |                   |                   | Celkem |
| ------ | --------------- | ----- | ------- | ----- | ----- | ------- | ----- | ----- | ------- | ----- | ----- | ------- | ----- |  | ----------------- | ----------------- | ----------------- | ------ |
| 1.     | Itálie (ITA)    |       | 1       | 0     | 0     |         | 3     | 1     | 0       |       | 1     | 0       | 0     |  | 5                 | 1                 | 0                 | 6      |
| 2.     | Německo (GER)   |       | 1       | 1     | 0     |         | 0     | 0     | 1       |       | 0     | 1       | 0     |  | 1                 | 2                 | 1                 | 4      |
| 3.     | Belgie (BEL)    |       | 1       | 0     | 0     |         | 0     | 0     | 0       |       | 0     | 0       | 0     |  | 1                 | 0                 | 0                 | 1      |
| 4.     | Česko (CZE)     |       | 0       | 0     | 0     |         | 0     | 1     | 1       |       | 0     | 0       | 0     |  | 0                 | 1                 | 1                 | 2      |
| 5.     | Bulharsko (BUL) |       | 0       | 1     | 0     |         | 0     | 0     | 0       |       | 0     | 0       | 0     |  | 0                 | 1                 | 0                 | 1      |
| 5.     | Rusko (RUS)     |       | 0       | 1     | 0     |         | 0     | 0     | 0       |       | 0     | 0       | 0     |  | 0                 | 1                 | 0                 | 1      |
| 5.     | Španělsko (ESP) |       | 0       | 0     | 0     |         | 0     | 1     | 0       |       | 0     | 0       | 0     |  | 0                 | 1                 | 0                 | 1      |
| 8.     | Francie (FRA)   |       | 0       | 0     | 1     |         | 0     | 0     | 1       |       | 0     | 0       | 1     |  | 0                 | 0                 | 3                 | 3      |
| 9.     | Ukrajina (UKR)  |       | 0       | 0     | 1     |         | 0     | 0     | 0       |       | 0     | 0       | 0     |  | 0                 | 0                 | 1                 | 1      |
| 9.     | Izrael (ISR)    |       | 0       | 0     | 1     |         | 0     | 0     | 0       |       | 0     | 0       | 0     |  | 0                 | 0                 | 1                 | 1      |
| Celkem | Celkem          |       | 3       | 3     | 3     |         | 3     | 3     | 3       |       | 1     | 1       | 1     |  | 7                 | 7                 | 7                 | 21     |